# Eugeniusz Wilczkiewicz
Franciszek Eugeniusz Wilczkiewicz (ur. 10 października 1906 w Krakowie, zm. 10 sierpnia 1968 w Lublińcu) – polski piłkarz, pomocnik.
Był ligowym piłkarzem Garbarni Kraków. W jej barwach w 1931 został mistrzem Polski. W reprezentacji Polski debiutował w rozegranym 11 października 1931 spotkaniu z Belgią, drugi i ostatni raz zagrał w następnym roku.